# Kpando Municipal District
Koordinaten: 7° 0′ N, 0° 18′ O
Der Kpando Municipal District ist einer von 18 Distrikten innerhalb der Volta Region im Osten Ghanas mit einer Gesamtfläche von 587 Quadratkilometern. Der Distrikt hatte im Jahr 2021 180.420 Einwohner.

## Geographie
Kpando Municipal liegt am östlichen Ufer des Voltasees und wird im Süden vom North Dayi District, im Osten vom Afadzato South District, im Nordosten vom Hohoe Municipal District und im Norden durch den Biakoye District der Oti Region begrenzt. Die Inter-Regionalstraße 7 quert in Ost-West-Richtung bis zum Voltasee.